# Туголуковский сельсовет
Туголуковский сельсовет — муниципальное образование со статусом сельского поселения в составе Жердевского района Тамбовской области Российской Федерации
Административный центр — село Туголуково.

## История
В соответствии с Законом Тамбовской области от 17 сентября 2004 года № 232-З установлены границы муниципального образования и статус сельсовета как сельского поселения.
В соответствии с Законом Тамбовской области от 24 мая 2013 года № 271-З в состав сельсовета включён упразднённый Искровский сельсовет.

## Население
| 2010  | 2012  | 2013  | 2014  | 2015  | 2016  | 2017  |
| ----- | ----- | ----- | ----- | ----- | ----- | ----- |
| 1435  | ↘1412 | ↗1414 | ↗1563 | ↘1532 | ↘1447 | ↘1423 |
| 2018  | 2019  | 2020  | 2021  |       |       |       |
| ↘1391 | ↘1317 | ↘1273 | ↗1311 |       |       |       |

## Состав сельского поселения
| № | Населённый пункт  | Тип населённого пункта       | Население |
| - | ----------------- | ---------------------------- | --------- |
| 1 | Антоновка         | посёлок                      | 36        |
| 2 | Дорогая           | деревня                      | 56        |
| 3 | Искра             | село                         | ↘257      |
| 4 | Красная Горка     | деревня                      | ↘91       |
| 5 | Петровское        | село                         | ↘195      |
| 6 | Старое Туголуково | деревня                      | 5         |
| 7 | Туголуково        | село, административный центр | ↘1088     |